# Historisk negationism
Historisk negationism, även kallad historieförnekelse, är förfalskning eller förvrängning av historiska fakta. Termen negationism härrör från det franska nyordet négationnisme, som betecknar förnekelse av Förintelsen. Den används också ibland för mer allmänt politiskt motiverad historisk revisionism. Detta är inte samma sak som historisk revisionism som är en bredare term som även omfattar omtolkning av historiska skeenden genom välgrundade akademiska studier. När man försöker revidera det förflutna fungerar historieförfalskning som illegitim historisk revisionism, såsom att presentera kända förfalskade dokument som äkta, uppfinna finurliga men osannolika skäl för att misstro äkta dokument, tillskriva slutsatser till böcker och källor som rapporterar motsatsen, manipulera statistiska dataserier för att stödja den egna åsikten och att avsiktligt felöversätta texter i syfte att vilseleda.
Vissa länder, som Tyskland, har kriminaliserat förnekande revision av vissa historiska händelser, medan andra länder intar en mer försiktig hållning av olika skäl, såsom skydd för yttrandefrihet. Andra har tidigare förespråkat förnekande åsikter, som i Kalifornien, där det påstås att vissa skolbarn hindrats från att lära sig om Folkmordet i Kalifornien. Anmärkningsvärda exempel på förnekelse inkluderar förnekelse av Förintelsen, det armeniska folkmordet, myten Den förlorade saken och Myten om den rena Wehrmacht. Inom litteraturen har negationism fantasifullt skildrats i vissa skönlitterära verk, såsom romanen "1984" av George Orwell. I modern tid kan förnekelse spridas via politiska agendor genom statliga medier, mainstreammedier och nya medier, såsom internet.